# On (1957.)
On je hrvatska televizijska humoristična drama iz 1957. godine. Scenarij je napisao Božo Milačić, a režiju potpisuje Anton Marti. Djelo je najavljeno kao „humoristična TV-priča”, a prema kritikama iz vremena, radilo se o satiričnoj priči s elementima društvene ironije.
Premijerno je prikazana 5. svibnja 1957. na Televiziji Zagreb

## Radnja
Radnja se vrti oko akvizitera koji, uz pomoć šarma i snalažljivosti, uspijeva od pojedinih direktora dobiti novinske oglase. Lik predstavlja prototip društvenog snalažljivca, a kroz njegovu interakciju s predstavnicima birokracije izgrađena je humorna i blago satirična kritika tadašnjeg poslovnog i društvenog miljea.

## Glumačka postava
- Zvonko Strmac kao akviziter

## Produkcija
Drma je zabilježena kao prva televizijska drama u kojoj je korišten filmski insert. Prema svjedočanstvu redatelja Martija, u razgovoru za tjednik Studio, filmski kadar ubačen je tijekom emitiranja uživo, što je bio tehnički i dramaturški eksperiment bez prethodnih primjera na domaćoj televiziji. Taj je postupak bio preteča kasnijeg uvođenja filmskih segmenata u studijske TV-drame.

## Kritika
Prema osvrtu u Jugoslavenskom radiju (26. svibnja 1957.), priča je bila »napisana s mnogo humora i satire«, no istaknuto je da je završetak mogao imati »dovitljiviju poantu«. Ipak, eksperiment s filmskim insertom ocijenjen je kao inovativan i uspješan, a kasnije su slična rješenja postala sastavni dio televizijske režije.